# MCPH1
MCPH1 (микроцефалин 1) — белок, кодируется одноименным геном, расположенным на 8-й хромосоме человека.
Длина полипептидной цепи белка составляет 835 аминокислот, а молекулярная масса — 92 849.
Кодируемый геном белок по функции относится к фосфопротеинов.
Задействован в альтернативном сплайсинге.
Локализован в цитоплазме, цитоскелете.